# 1972-es labdarúgó-Európa-bajnokság
Az 1972-es labdarúgó-Európa-bajnokság a futball történetének 4. Európa-bajnoksága volt. A torna záró szakaszát Belgiumban rendezték június 14. és 18. között. Az Eb-t a nyugatnémet válogatott nyerte. Az elődöntők párosítását 1972. január 12-én sorsolták Zürichben a Hotel Atlantisban.
A rendező országot csak a selejtezők lejátszása után döntötték el.

## Selejtezők
A selejtezőket 1970 és 1972 között játszották. A csoportkörben a 32 válogatottat nyolc csoportba osztották. A mérkőzéseket oda-visszavágós rendszerben játszották le. A győzelem 2 pontot, a döntetlen 1 pontot ért, a vereségért nem járt pont. A nyolc csoportelső továbbjutott a negyeddöntőbe.
A negyeddöntőben négy párosítást sorsoltak, a csapatok oda-visszavágós rendszerben mérkőztek meg egymással. A négy győztes jutott be az Európa-bajnokság záró szakaszába.
Magyarország Bulgáriával, Franciaországgal és Norvégiával került egy selejtező csoportba. Csoportgyőztesként tovább jutott a negyeddöntőbe, ahol három mérkőzésen vívta ki a továbbjutást Románia ellen. A magyar csapat hazai pályán 1–1-et játszott, majd Bukarestben 2–2-t, végül semleges pályán, Belgrádban 2–1-re győzött Kocsis Lajos és Szőke István góljaival.

## Záró szakasz

### Helyszínek
A mérkőzéseket az alábbi négy stadionban játszották:
| Brüsszel                      | Brüsszel Liège Antwerpen | Liège            |
| Constant Vanden Stock Stadion | Brüsszel Liège Antwerpen | Sclessin Stadion |
| Férőhely: 31 000              | Brüsszel Liège Antwerpen | Férőhely: 28 000 |
|                               | Brüsszel Liège Antwerpen |                  |
| Brüsszel                      | Brüsszel Liège Antwerpen | Antwerpen        |
| Heysel Stadion                | Brüsszel Liège Antwerpen | Bosuilstadion    |
| Férőhely: 50 000              | Brüsszel Liège Antwerpen | Férőhely: 20 000 |
|                               | Brüsszel Liège Antwerpen |                  |

### Játékvezetők
Az UEFA Játékvezető Bizottsága (JB) a torna mérkőzéseinek levezetésére 31 nemzeti szövetség 85 játékvezetőjét és 170 partbíróját bízta meg.70 fő egy mérkőzésen, 9 bíró 2 találkozón – közöttük a magyar Emsberger Gyula –, 6 játékvezető 3 összecsapáson tevékenykedett, közülük került ki a bronzmeccset irányító svéd Johan Einar Boström, valamint a döntőt koordináló osztrák Ferdinand Marschall. Három olyan játékvezető – a görög Hrísztosz Míhasz, az olasz Aurelio Angonese, az angol David William Smith – kapott a negyeddöntőkben szerepet, akik a csoportselejtezők idején nem működtek játékvezetőként.
- William Mullen
- Rudolf Glöckner
- Johan Einar Boström
- Ferdinand Marschall

### Elődöntők
|  |                        |              |             |                       |   |       |       |       |
|  | Elődöntők              | Elődöntők    | Elődöntők   |                       |   | Döntő | Döntő | Döntő |
|  | Elődöntők              | Elődöntők    | Elődöntők   |                       |   | Döntő | Döntő | Döntő |
|  | június 14. – Antwerpen |              |             |                       |   |       |       |       |
|  |                        |              |             |                       |   |       |       |       |
|  | Belgium                | Belgium      | 1           |                       |   |       |       |       |
|  | Belgium                | Belgium      | 1           | június 18. – Brüsszel |   |       |       |       |
|  | NSZK                   | NSZK         | 2           |                       |   |       |       |       |
|  | NSZK                   | NSZK         | 2           |                       |   | NSZK  | NSZK  | 3     |
|  | június 14. – Brüsszel  |              |             |                       |   | NSZK  | NSZK  | 3     |
|  |                        |              | Szovjetunió | Szovjetunió           | 0 |       |       |       |
|  | Magyarország           | Magyarország | Szovjetunió | Szovjetunió           | 0 | 0     |       |       |
|  | Magyarország           | Magyarország |             |                       |   |       |       |       |
|  | Szovjetunió            | Szovjetunió  | 1           |                       |   |       |       |       |
|  | Szovjetunió            | Szovjetunió  | 1           | Bronzmérkőzés         |   |       |       |       |
|  |                        |              |             |                       |   |       |       |       |
|  | június 17. – Liège     |              |             |                       |   |       |       |       |
|  |                        |              |             |                       |   |       |       |       |
|  | Belgium                | Belgium      | 2           |                       |   |       |       |       |
|  | Belgium                | Belgium      | 2           |                       |   |       |       |       |
|  | Magyarország           | Magyarország | 1           |                       |   |       |       |       |
|  | Magyarország           | Magyarország | 1           |                       |   |       |       |       |

| 1972. június 14. |

| Belgium       | 1–2               | NSZK           |
| ------------- | ----------------- | -------------- |
| Polleunis 83' | (0–1) Jegyzőkönyv | Müller 24' 71' |

| Bosuilstadion, Antwerpen Játékvezető: William Mullen (skót) |

| 1972. június 14. |

| Magyarország | 0–1               | Szovjetunió |
| ------------ | ----------------- | ----------- |
|              | (0–0) Jegyzőkönyv | Konykov 53' |

| Constant Vanden Stock Stadion, Brüsszel Játékvezető: Rudolf Glöckner (nyugatnémet) |

### Bronzmérkőzés
| 1972. június 17. |

| Magyarország      | 1–2               | Belgium               |
| ----------------- | ----------------- | --------------------- |
| Kű 53' (11-esből) | (0–2) Jegyzőkönyv | Lambert 24' Himst 28' |

| Sclessin Stadion, Liège Játékvezető: Johan Einar Boström (svéd) |

### Döntő
| 1972. június 18. |

| NSZK                      | 3–0               | Szovjetunió |
| ------------------------- | ----------------- | ----------- |
| Müller 27' 58' Wimmer 52' | (1–0) Jegyzőkönyv |             |

| Heysel Stadion, Brüsszel Játékvezető: Ferdinand Marschall (osztrák) |

| Az 1972-es labdarúgó-Európa-bajnokság győztese |
| ---------------------------------------------- |
| · NSZK · 1. cím                                |

## Gólszerzők
4 gólos
- Gerd Müller

1 gólos
- Paul Van Himst
- Raoul Lambert
- Odilon Polleunis
- Kű Lajos
- Herbert Wimmer
- Anatolij Konykov

## Végeredmény

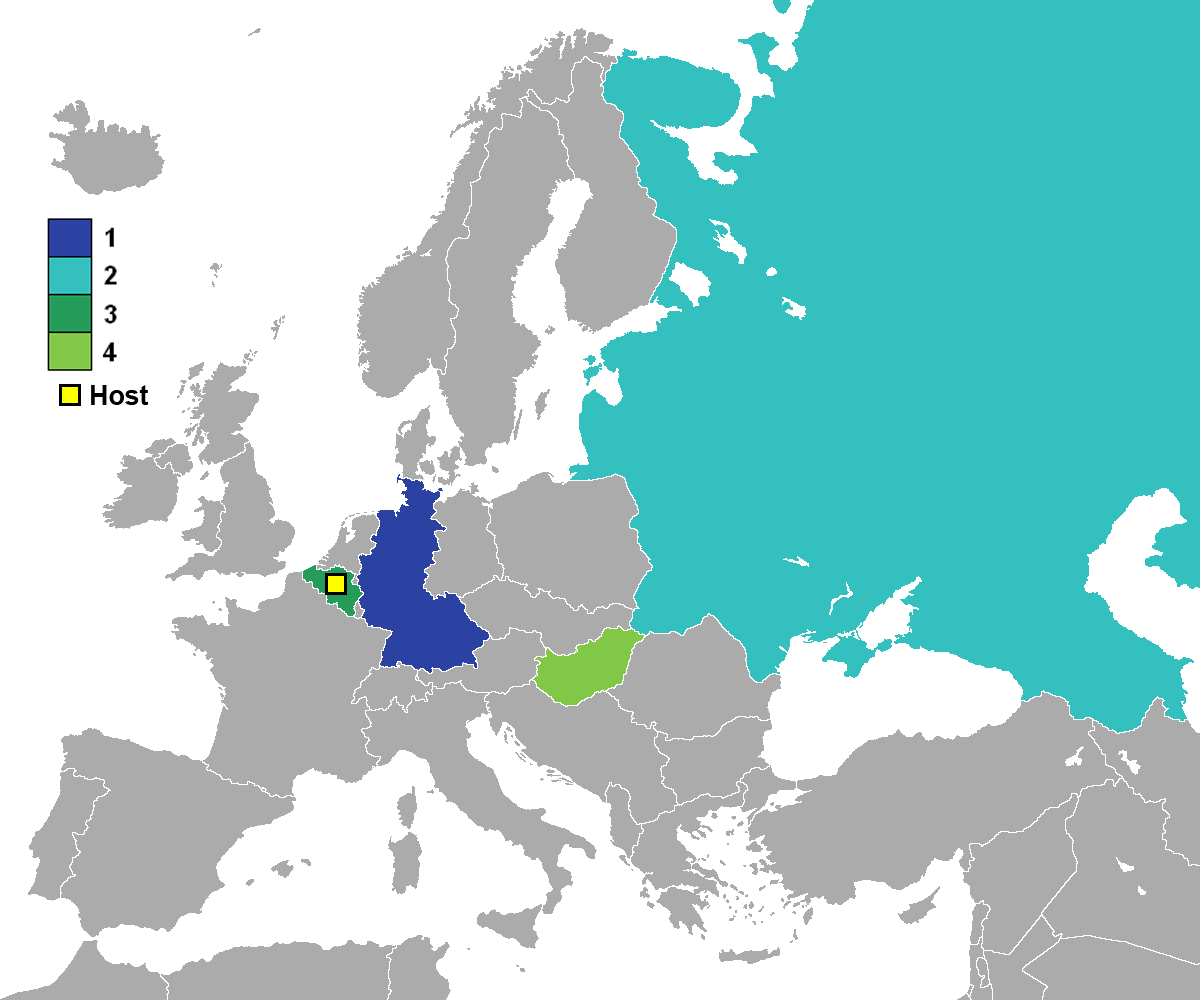
Az 1972-es Európa-bajnokságon részt vevő országok helyezései

A hazai csapat eltérő háttérszínnel kiemelve.
| Helyezés | Nemzet       | M | Gy | D | V | G+ | G– | Gk | P |
| -------- | ------------ | - | -- | - | - | -- | -- | -- | - |
| Arany    | NSZK         | 2 | 2  | 0 | 0 | 5  | 1  | +4 | 4 |
| Ezüst    | Szovjetunió  | 2 | 1  | 0 | 1 | 1  | 3  | –2 | 2 |
| Bronz    | Belgium      | 2 | 1  | 0 | 1 | 3  | 3  | 0  | 2 |
| 4.       | Magyarország | 2 | 0  | 0 | 2 | 1  | 3  | –2 | 0 |